# Ha-Ichud HaLeumi – Tkuma
Ha-Ichud HaLeumi – Tkuma (hebräisch הָאִחוּד הַלְּאֻמִּי - תְּקוּמָה HaʾIchūd haLəʾummī – Tqūmah, deutsch ‚Nationale Union – Wiederaufrichtung‘, Plene: האיחוד הלאומי - תקומה) war eine orthodox-jüdische, rechtskonservative, nationalistische Partei in Israel. Von ihrer Gründung durch Abspaltung von der Nationalreligiösen Partei (Mafdal) im Jahr 1998 bis 2013 hieß sie Tkuma (hebräisch תקומה ‚Wiederaufrichtung‘). Ihr Vorsitzender war seit Januar 2019 das Knesset-Mitglied Bezalel Smotrich.
Zur Knessetwahl 2021 und zur Knessetwahl 2022 bildete sie unter der Bezeichnung HaZijjonut haDatit (hebräisch הציונות הדתית ‚der Religiöse Zionismus‘ oder ‚Religiös-Zionistische Partei‘) eine Listenvereinigung mit ʿOtzma Jehudit und Noʿam. Dieses Bündnis wird in der Politikwissenschaft in der Regel als religiös-extremistisch, rechtsextrem, rassistisch, frauenfeindlich und homophob betrachtet.

## Geschichte

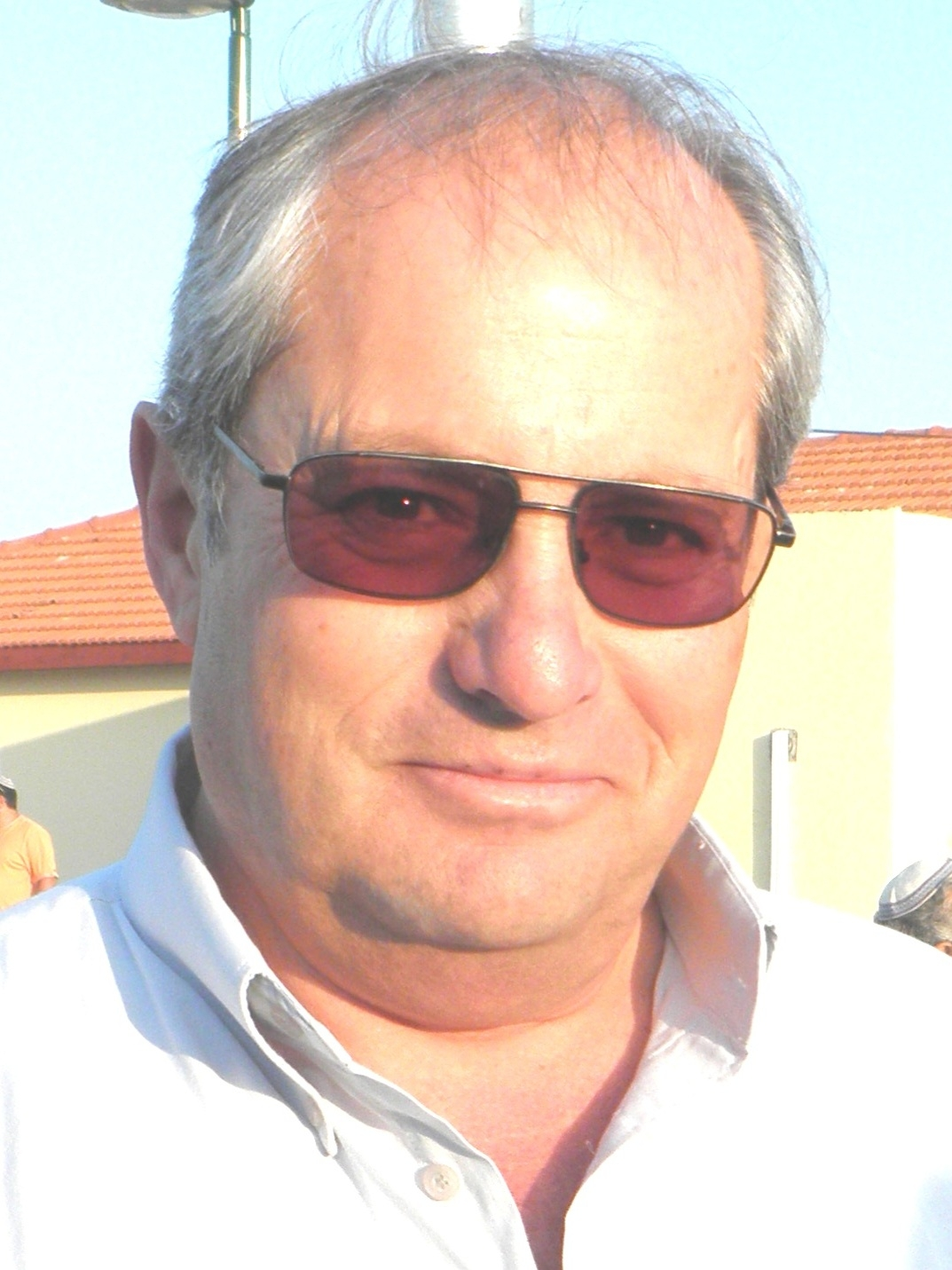
Zvi Hendel, Parteivorsitzender von 1999 bis 2009

Tkuma wurde 1998 gegründet, als Chanan Porat und Zvi Hendel die Nationalreligiöse Partei (Mafdal) verließen. Zuerst wurde die Partei Emunim (hebräisch אֱמוּנִים ‚Getreue‘ [im Plural]) genannt, erhielt aber später den Namen Tkuma. Zusammen mit Moledet („Heimat“) und Cherut – HaTnuʿa haLeʾummit („Freiheit – Die nationale Bewegung“) bildete sie die Nationale Union, die vier Mandate bei den israelischen Parlamentswahlen 1999 erhielt. Bei den israelischen Parlamentswahlen 2003 trat die säkulare, vorwiegend von Immigranten aus der ehemaligen Sowjetunion unterstützte Partei Jisraʾel Beitenu der Nationalen Union bei, womit diese sieben Mandate hinzugewann. Die Partei wurde in Ariel Scharons Koalition, bestehend aus Likud, Schinui, der Mafdal und Jisra’el ba-Alija, eingeschlossen. Tkuma – wie die Nationale Union insgesamt – lehnte Scharons Abkoppelungsplan zur Räumung der israelischen Siedlungen im Gazastreifen ab (der Parteivorsitzende Zvi Hendel wohnte selbst in einer solchen Siedlung) und verließ die Regierung im Juni 2004. 
Bei den folgenden Wahlen von 2006 trat Tkuma wieder im Rahmen der Nationalen Union an, die zudem eine gemeinsame Liste mit der Mafdal bildete. Diese Liste erhielt insgesamt neun Sitze in der Knesset, von denen zwei Sitze an die Tkuma gingen, und blieb in der Opposition. Die Zusammenarbeit der religiös-zionistischen Parteien verstärkte sich in der Folgezeit und im November 2008 fusionierten Mafdal, Moledet und Tkuma zur neuen Partei HaBajit haJehudi („das Jüdische Heim“). Die Moledet machte diese Fusion jedoch bereits nach einem Monat wieder rückgängig und auch ein großer Teil der Tkuma-Mitglieder verließ HaBajit haJehudi und belebte ihre frühere Partei wieder. Moledet und Tkuma bildeten mit der säkular-nationalistischen HaTiqwa und der religiös-zionistischen Eretz Jisraʾel Schelanu erneut die Nationale Union. Neuer Parteivorsitzender der Tkuma und zugleich Spitzenkandidat der Nationalen Union wurde Jaʿaqov Katz, der Vorsitzende des religiös-zionistischen Rundfunksenders Arutz Scheva. 

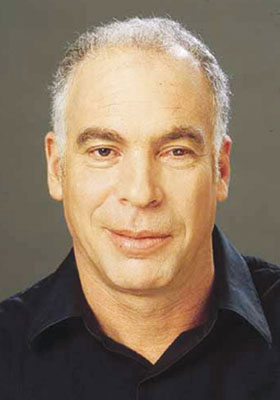
Uri Ariʾel, Parteivorsitzender von 2012 bis 2019

Der langjährige Abgeordnete Uri Ariel löste Katz 2012 als Parteichef ab. Im Vorfeld der Knessetwahl 2013 fusionierten Moledet und Tkuma, die sich daraufhin in Nationale Union – Tkuma umbenannte. Sie schloss sich zudem wieder mit HaBajit haJehudi (unter Führung von Naftali Bennett) zu einer gemeinsamen Liste zusammen. Dadurch konnte Tkuma ihre Sitzzahl auf vier erhöhen. Sie trat Benjamin Netanjahus Mitte-rechts-Regierung bei, Uri Ariʾel wurde Minister für Bau und Wohnungswesen. Bei der vorgezogenen Knessetwahl 2015 war Tkuma erneut Teil des Bündnisses „Jüdische Heimat“, das diesmal jedoch schwächer abschnitt, wodurch Tkuma auf zwei Sitze zurückfiel. Die Partei gehörte weiterhin der Regierung unter Netanjahu an, Uri Ariʾel wechselte an die Spitze des Landwirtschaftsministeriums. 
Der als Hardliner geltende Bezalel Smotrich, der sich selbst als „stolzen Homophoben“ bezeichnet, forderte Uri Ariʾel Anfang 2019 bei der Wahl zum Parteivorsitzenden heraus und gewann mit deutlicher Mehrheit. Unter Smotrich führte Tkuma im Vorfeld der Parlamentswahl im April 2019 zunächst Gespräche zur Bildung einer gemeinsamen Liste mit der außerparlamentarischen, rechtsextremen und kahanistischen Partei ʿOtzma Jehudit. Schließlich bildeten Tkuma, ʿOtzma Jehudit und HaBajit haJehudi die Union der rechten Parteien. Die Regierungsbildung scheiterte, Netanjahu blieb aber geschäftsführend im Amt und ernannte im Juni 2019 Bezalʾel Smotrich zum Verkehrsminister. Zur Neuwahl im September 2019 traten Tkuma und HaBajit haJehudi zusammen mit HaJamin HeChadasch („Neue Rechte“), der neuen Partei von Naftali Bennett und Ajelet Schaked, unter der Listenbezeichnung Jamina („Nach rechts“) an. Nach der Wahl bildete Tkuma eine Fraktionsgemeinschaft mit HaBajit haJehudi, während die Neue Rechte eine eigene Fraktion gründete. Das Bündnis Jamina fand jedoch zur abermals vorgezogenen Wahl im März 2020 wieder zusammen. Auch bei dieser entfielen auf Tkuma zwei Sitze. Anschließend zerfiel Jamina erneut: Während HaBajit haJehudi der „Koalition der nationalen Einheit“ von Netanjahu und Benny Gantz beitrat, gingen Tkuma und HaJamin heChadasch in die Opposition.

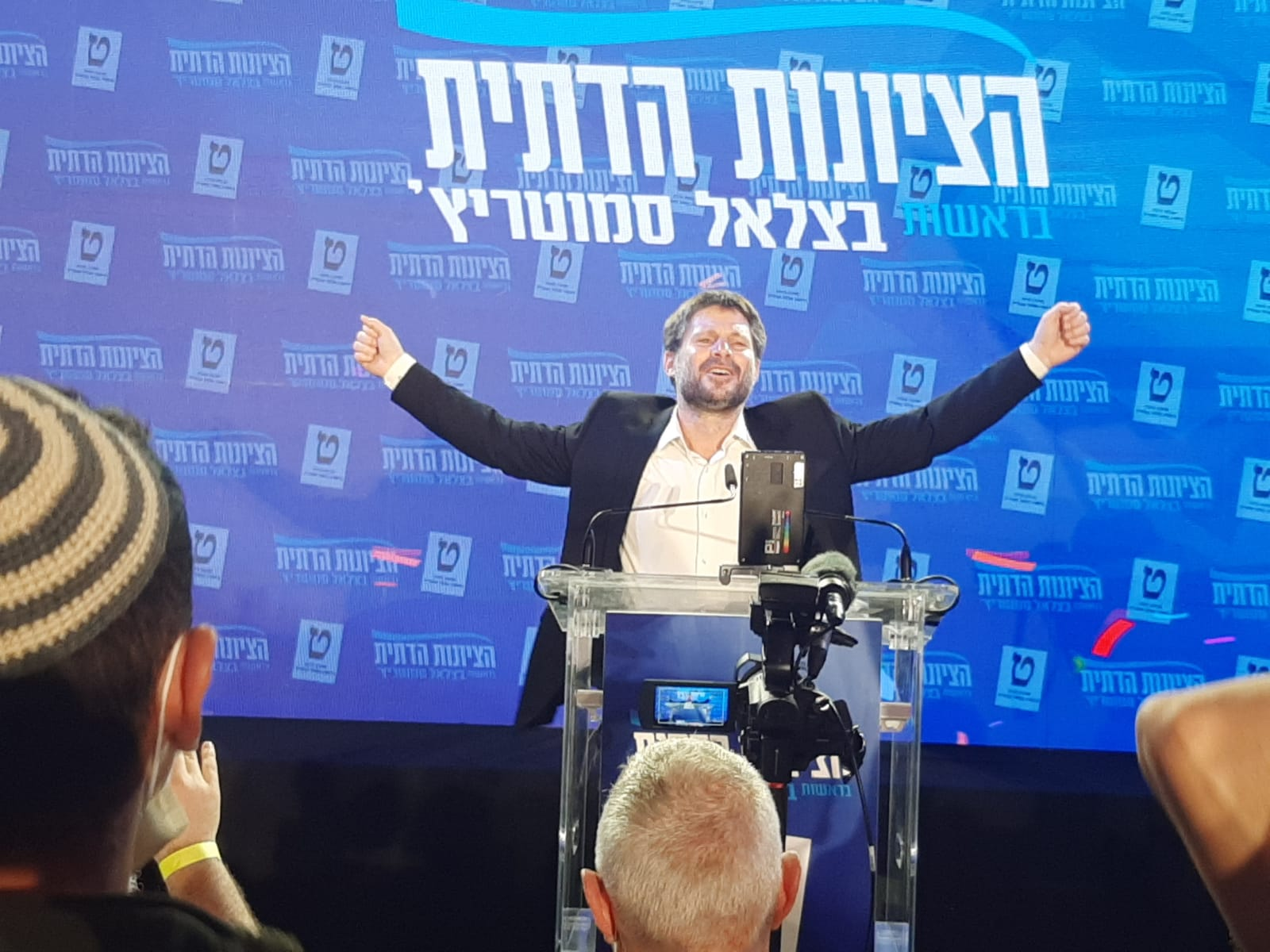
Bezalʾel Smotrich auf der Wahlfeier des Bündnisses Religiöser Zionismus 2021

Im Januar 2021 verließ die Partei das Jamina-Bündnis. Stattdessen bildete sie eine gemeinsame Liste, HaZijjonut haDatit (deutsch Der Religiöse Zionismus), mit ʿOtzma Jehudit und der streng religiösen und homophoben Partei Noʿam. Zusammen kamen sie auf 5,1 % der Stimmen und sechs Sitze in der Knesset. Dass dadurch auch ein Anhänger des Kahanismus in die Knesset einzog, sorgte für internationale Beachtung.
Anlässlich des Einzugs der Partei in die Knesset schrieb Gideon Levy in Haʾaretz:
»Eine Liste, die in Europa sofort als neonazistisch eingestuft worden wäre, hat es gerade in die Knesset geschafft. Anders kann man die Partei des Religiösen Zionismus nicht beschreiben: Fremdenfeindlichkeit, Homophobie und Nationalismus, gepaart mit religiösem Fundamentalismus und Gewalt, und das alles ohne jegliche Zurückhaltung: Wie soll man das sonst nennen? Kein westeuropäisches Land hätte die Dreistigkeit, eine solche Partei in seine Regierung aufzunehmen. In Europa wäre dieser Faschismus inakzeptabel. In Israel steht er kurz davor, Teil der nächsten Regierung zu werden.«
Bei der abermals vorgezogenen Knessetwahl im November 2022 verdoppelte das Bündnis Religiöser Zionismus seinen Stimmanteil auf 10,8 Prozent und steigerte die Zahl seiner Sitze auf 14. HaZijjonut haDatit war damit die drittstärkste Fraktion in der Knesset. Im Kabinett Netanjahu VI stellt die Tkuma-Partei drei Minister, darunter Bezalʾel Smotrich als Finanzminister.